# Piotrówka (województwo wielkopolskie)
Piotrówka – wieś w Polsce położona w województwie wielkopolskim, w powiecie kępińskim, w gminie Trzcinica.
| SIMC    | Nazwa    | Rodzaj     |
| ------- | -------- | ---------- |
| 0210335 | Hanobry  | część wsi  |
| 0210341 | Różyczka | przysiółek |

W latach 1975–1998 miejscowość położona była w województwie kaliskim.
Do sołectwa Piotrówka należą również: Jelenia Głowa, Hanobry, Różyczka oraz Wesoła.
W Piotrówce znajdują: ochotnicza straż pożarna, dom ludowy i odremontowany kościół filialny.

Wierni kościoła rzymskokatolickiego należą do parafii w Wielkim Buczku.